# Saint-Fréjoux
Saint-Fréjoux (Sent Frejolh auf Okzitanisch) ist eine französische Gemeinde mit 263 Einwohnern (Stand 1. Januar 2022) im Département Corrèze in der Region Nouvelle-Aquitaine.

## Geografie
Die Gemeinde liegt im Zentralmassiv auf dem Plateau de Millevaches und somit auch im Regionalen Naturpark Millevaches en Limousin.
Tulle, die Präfektur des Départements, liegt ungefähr 70 Kilometer südwestlich, Clermont-Ferrand etwa 80 Kilometer nordöstlich und Ussel rund 7 Kilometer westlich.
Nachbargemeinden von Saint-Fréjoux sind Aix im Norden, Saint-Étienne-aux-Clos im Osten, Saint-Exupéry-les-Roches im Süden sowie Ussel im Westen.

### Verkehr
Der Ort liegt ungefähr elf Kilometer südwestlich der Abfahrt 24 der Autoroute A89.

## Wappen
Beschreibung: In Blau eine silberne Rose, darüber zwei fünfstrahlige goldene Sterne.

## Einwohnerentwicklung
| Jahr      | 1962 | 1968 | 1975 | 1982 | 1990 | 1999 | 2007 | 2016 |
| Einwohner | 224  | 264  | 252  | 253  | 283  | 248  | 269  | 293  |

## Sehenswürdigkeiten

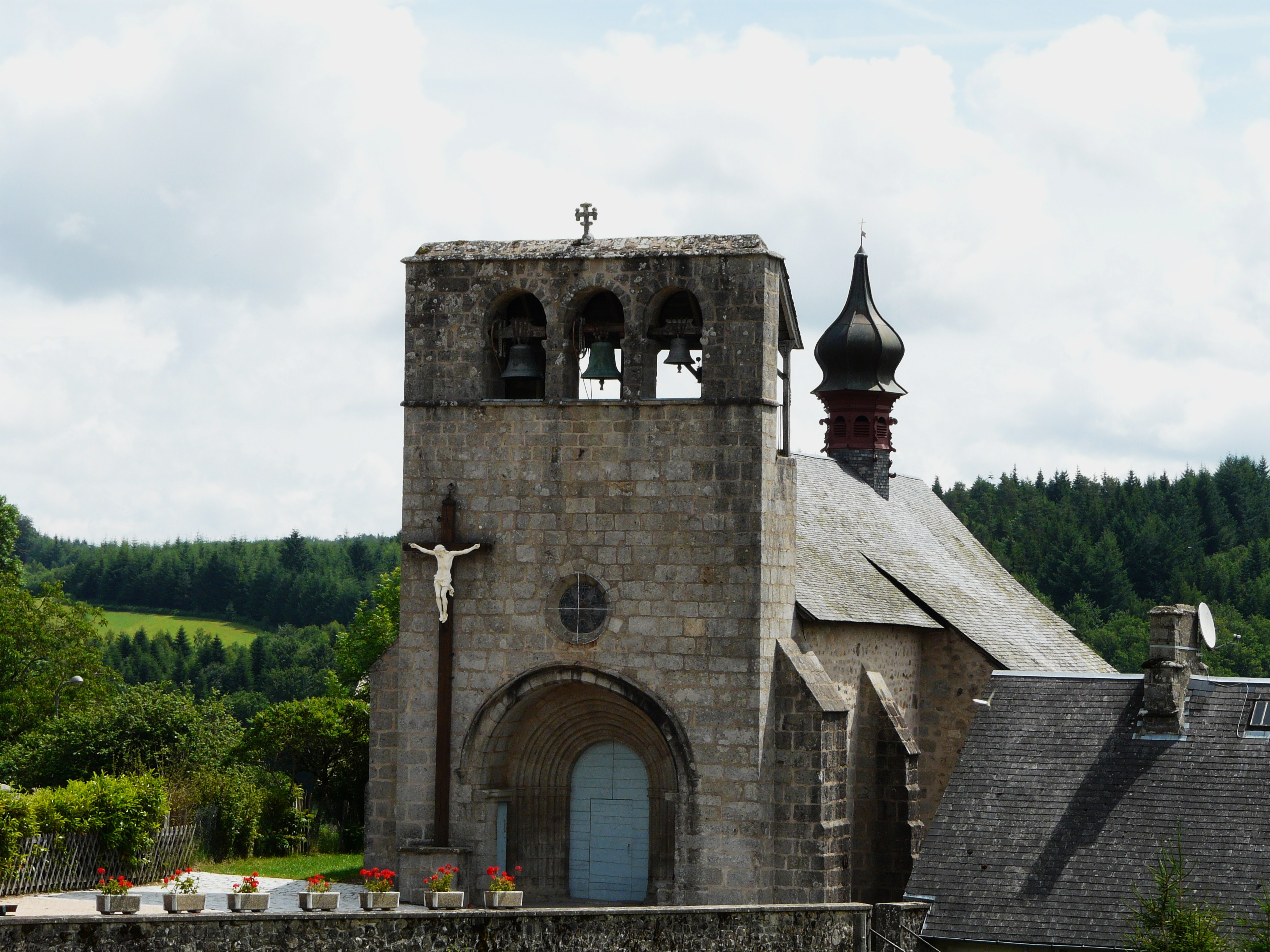
Kirche Saint-Frédulphe

- Die Kirche Saint-Frédulphe, ein Sakralbau aus dem 12. und 15. Jahrhundert, ist als Monument historique seit dem 4. Oktober 1973[2] klassifiziert.
- Das Château du Bazaneix, ein Schloss aus dem 15. Jahrhundert, ist als Monument historique seit dem 20. Oktober 1987[3] klassifiziert.
- Das Kloster Bonnaigue, eine ehemalige Zisterzienserabtei aus dem 12. Jahrhundert.